# Рубин, Вера
Ве́ра Ру́бин (англ. Vera C. Rubin, урождённая Ку́пер (англ. Cooper); 23 июля 1928, Филадельфия, Пенсильвания — 25 декабря 2016, Принстон, Нью-Джерси) — американский астроном-наблюдатель, известная пионерскими исследованиями скорости вращения галактик. В частности, изучая кривые вращения галактик, она выявила расхождения между предсказанным круговым движением галактик и наблюдаемым движением. Этот факт, получивший известность как «проблема вращения галактики», стал одним из основных свидетельств в пользу существования тёмной материи. Доктор, член Национальной академии наук США (1981), Американского философского общества (1995) и Папской АН. Удостоена Национальной научной медали США (1993).

## Биография
Родилась в семье еврейских эмигрантов из Российской империи: отец, инженер Филип (Пит) Купер (1897—1989), родился под именем Пейсах Кобчевский в Вильне в семье перчаточника, эмигрировал с родителями в Нью-Йорк в 1904 году; мать, Роза Апельбаум (1901—1997, родом из Бессарабии), происходила из семьи портного. Отец работал инженером в Лабораториях Белла, где познакомился со своей будущей женой, которая была сотрудницей бухгалтерского отдела этой же компании.
Когда девочке было 10 лет, семья переехала в Вашингтон. С юных лет она увлекалась астрономией и в 1948 году окончила Вассарский колледж со степенью бакалавра искусств по астрономии. Затем она попыталась поступить в магистратуру Принстонского университета и изучать астрономию, однако ей было отказано: до 1975 года женщины не могли учиться по этой специальности в Принстоне. Поэтому она продолжила обучение в Корнеллском университете и в 1951 году получила степень магистра по астрономии. Вернувшись в Вашингтон, Рубин поступила в аспирантуру Джорджтаунского университета и в 1954 году получила степень доктора философии, защитив диссертацию под руководством Джорджа Гамова. О своём учителе она впоследствии отзывалась так: «Он не умел ни писать, ни считать. Он не сразу сказал бы вам, сколько будет семью восемь. Но его ум был способен понимать всю Вселенную».
Осталась преподавать в Джорджтаунском университете (с 1962 года в должности профессора астрономии), а в 1965 году перешла в Отдел земного магнетизма вашингтонского Института Карнеги и проработала здесь до конца жизни. Кроме того, она выполняла обязанности заместителя главного редактора журналов Astronomical Journal (1972-77) и Astrophysical Journal Letters (1977-82), а также входила в редакционную коллегию журнала Science (1979-87). Она продолжала активную научную работу до своей кончины в декабре 2016 года.
В 1992 году подписала «Предупреждение человечеству».
В течение своей научной карьеры неоднократно сталкивалась с враждебностью со стороны коллег-мужчин. Впервые она испытала такое отношение, когда сообщила своему учителю физики в средней школе, что её приняли в Вассарский колледж. Он не очень ободряюще ответил: «Это прекрасно. Всё будет хорошо до тех пор, пока ты будешь держаться подальше от науки». Позже ей было отказано в изучении курса астрономии в Принстоне, а также в проведении наблюдений на телескопе Хейла, куда женщины не допускались до середины 1960-х годов. Несмотря на это, Рубин оставалась сосредоточенной на работе и сохраняла позитивный настрой, выступая в качестве «ролевой модели» для начинающих исследовательниц.
В 1948 году она вышла замуж за Роберта Рубина, в то время студента-химика в Корнеллском университете. У них было четверо детей, причём все получили докторские степени в различных областях науки: Дэвид (род. 1950) и Аллан (род. 1960) — геологи; Джудит Янг (1952—2014) — астроном и физик; Карл (род. 1956) — математик.

## Научная деятельность

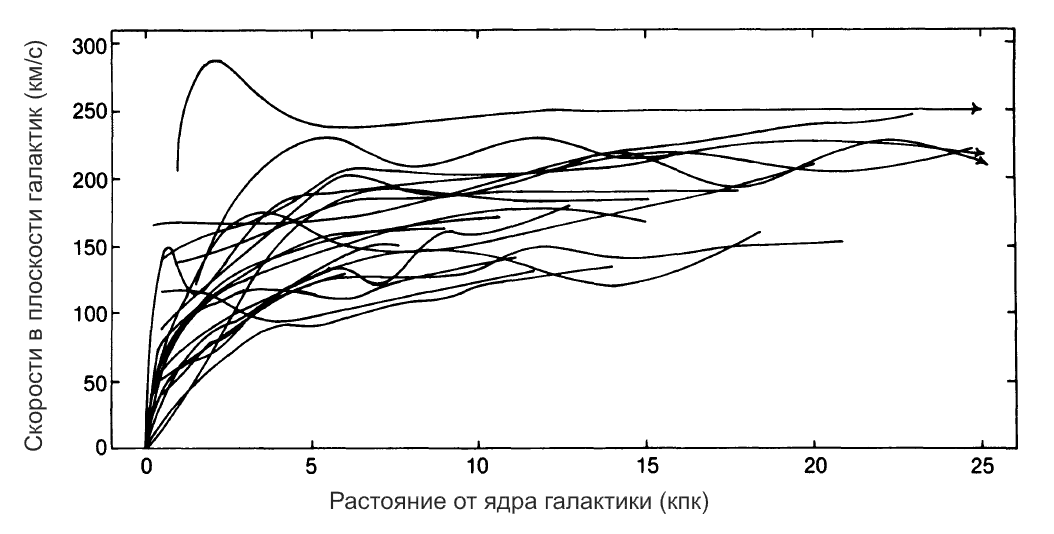
Набор 21 кривой вращения галактик типа Sc (Vera Rubin, «Astrophysical Journal», 1980)

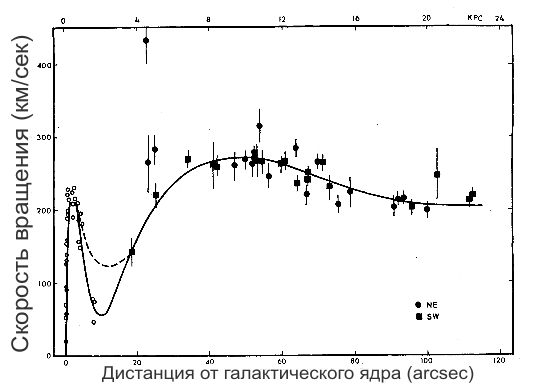
Кривая вращения Галактики Андромеды. Видно, что кривая вращения становится пологой на угловом расстоянии около 100 угловых минут от ядра галактики

В докторской диссертации, защищённой в 1954 году под руководством Георгия Антоновича Гамова, Рубин исследовала пространственное распределение галактик и обнаружила, что галактики находятся скорее в скученном состоянии, чем случайно разбросаны по вселенной. Этот важный результат лишь много позже был оценен по достоинству.
В 1960-е годы Вера Рубин вместе с Кентом Фордом приступила к наблюдениям ближайшего соседа галактики Млечный Путь — спиральной галактики М31 (Галактика Андромеды). Использовав разработанный Фордом спектрограф, они пронаблюдали оптические спектры звёзд и ионизированного газа, которые показали, что орбитальная скорость звезд на периферии галактик близка к скорости звёзд в центре галактики. Этот факт необычен, поскольку скорость кругового орбитального движения в гравитационном поле должна соответствовать массе внутри орбиты, причём наблюдаемая масса звёзд и газа в центре галактики оказывалась недостаточной, чтобы обеспечить столь высокую скорость на периферии. Вывод учёных, сделанный в 1970 году на основе полученных данных, гласит: «Полной аналогии с планетарными системами в спиральной галактике Туманность Андромеды не существует. В планетарных системах в соответствии с законами Кеплера и линейные и угловые скорости планет монотонно убывают по мере удаления от звезды, а скорости вращательного движения звезд и звездной материи в галактиках по мере удаления от центра возрастают, достигая стабильного максимума». В последующие годы Рубин продолжила эти исследования, в частности вместе с коллегами она провела систематические исследования и наблюдения 21 спиральной галактики типа Sc (по классификации Хаббла). По данным наблюдений был построен график, где ни одна из кривых вращения не оказывается классической, сужающейся формы, которая следует из законов Кеплера.
Со временем результаты, полученные Рубин и Фордом, наряду с наблюдениями в радиодиапазоне (на длине волны 21 см) распределения водорода по галактическому диску стали рассматриваться как свидетельство в пользу гипотезы Фрица Цвикки, который предположил, что обнаруженные им аномалии в движении галактик объясняются существованием своего рода скрытой массы — невидимой тёмной материи, не испускающей электромагнитное излучение и рассеянной всюду по вселенной. Природа темной материи до сих пор неизвестна, но её наличие имеет решающее значение для понимания процессов галактического и сверх-галактического масштаба. Гипотеза существования темной материи позволяет объяснить многие явления, такие как особенности вращения галактик, движение галактик внутри скоплений, наличие гравитационных линз и др. Работы Рубин также показали, что альтернативные модели в рамках модифицированной ньютоновской динамики не годятся для объяснения характера вращения галактик. Сама Рубин выразила разочарование по этому поводу, заявив: «если бы я могла выбирать, то предпочла бы, чтобы дальние гравитационные взаимодействия могли быть описаны модифицированными законами Ньютона. Мне это представляется более привлекательным, чем необходимость допущения неизвестного до сих пор вида элементарных частиц.».
Рубин продолжала исследования галактик в течение многих лет; ей принадлежит открытие галактик, в которых звёзды вращаются как по часовой, так и против часовой стрелки (counterrotating galaxies), галактик с полярным кольцом и сливающихся галактик.

## Награды и отличия
- Национальная научная медаль США (1993)
- Премия Диксона в области науки (1993)
- Премия Генри Норриса Рассела (1994)
- Лекция Карла Янского (1994)
- Золотая медаль Королевского астрономического общества (1996)
- Weizmann Women & Science Award[англ.] (1996)
- Медаль Джона Скотта (2001)
- Премия Грубера по космологии (2002)[13]
- Медаль Кэтрин Брюс (2003)
- Медаль Джеймса Крейга Уотсона (2004)
- Премия памяти Рихтмайера (2008/2009)

Почётные докторские степени Университета Крейтон (1978), Гарвардского университета (1988), Йельского университета (1990), Уильямс-колледжа (1993), Мичиганского университета (1996), Джорджтаунского университета (1997), Университета штата Огайо (1998), Принстонского университета (2005).

## Основные публикации
- Rubin V. C. Bright Galaxies, Dark Matters. — Springer/AIP Press, 1997.
- Rubin V. C., Ford W. K. Rotation of the Andromeda Nebula from a Spectroscopic Survey of Emission Regions (англ.) // The Astrophysical Journal. — IOP Publishing, 1970. — Vol. 159. — P. 379. — doi:10.1086/150317.
- Rubin V. C., Roberts M. S., Graham J. A., Ford W. K., Thonnard N. Motion of the Galaxy and the local group determined from the velocity anisotropy of distant SC I galaxies. I. The data (англ.) // The Astronomical Journal. — IOP Publishing, 1976. — Vol. 81. — P. 687—718. — doi:10.1086/111942.
- Rubin V. C., Thonnard N., Ford W. K., Roberts M. S. Motion of the Galaxy and the local group determined from the velocity anisotropy of distant SC I galaxies. II. The analysis for the motion (англ.) // The Astronomical Journal. — IOP Publishing, 1976. — Vol. 81. — P. 719—737. — doi:10.1086/111943.
- Rubin V. C., Thonnard N., Ford W. K. Extended rotation curves of high-luminosity spiral galaxies. IV. Systematic dynamical properties, SA through SC (англ.) // The Astrophysical Journal. — IOP Publishing, 1978. — Vol. 225. — P. L107—L111. — doi:10.1086/182804.
- Rubin V.C., Ford W. K., Thonnard N. Rotational Properties of 21 SC Galaxies With a Large Range of Luminosities and Radii, From NGC 4605 (R=4kpc) to UGC 2885 (R=122kpc) (англ.) // The Astrophysical Journal. — IOP Publishing, 1980. — Vol. 238. — P. 471—487. — doi:10.1086/158003.
- Rubin V. C., Burstein D., Ford W. K., Thonnard N. Rotation velocities of 16 SA galaxies and a comparison of Sa, Sb, and SC rotation properties (англ.) // The Astrophysical Journal. — IOP Publishing, 1985. — Vol. 289. — P. 81—98, 101—104. — doi:10.1086/162866.
- Rubin V. C., Graham J. A., Kenney J. D. P. Cospatial counterrotating stellar disks in the Virgo E7/S0 galaxy NGC 4550 (англ.) // The Astrophysical Journal. — IOP Publishing, 1992. — Vol. 394. — P. L9—L12. — doi:10.1086/186460.
- Sofue Y., Rubin V. C. Rotation curves of spiral galaxies (англ.) // Annual Review of Astronomy and Astrophysics[англ.]. — Annual Reviews, 2001. — Vol. 39. — P. 137—174. — doi:10.1146/annurev.astro.39.1.137.